# Ejwuusl Wessahqqan
Ejwuusl Wessahqqan war eine 1971 in München gegründete Krautrock-Band aus dem Umfeld von Amon Düül II, die in ihrem psychedelischen Stil an das bekannte Vorbild erinnert. Auf ihrer einzigen, 1975 erschienenen selbstbetitelten LP (zunächst als Privatpressung mit einer Auflage von 300 Stück), waren lange, ohne festgelegten Aufbau und frei gespielte Stücke, die instrumental eingespielt und statt von einer Gitarre von einem Filouphon (ein von der Gruppe entwickeltes siebensaitiges Instrument) geprägt wurden, in der Überzahl. Mitglieder der Gruppe waren Jürgen Wollenburg, Michael Winzker und René Filous. Eine Wiederveröffentlichung ihrer Platte auf CD (1996) enthielt vier Bonustracks aus späteren Jahren (1976 und 1980).